# Christian Andersson
Christian Andersson, född 1973 i Stockholm, är en svensk konstnär, verksam i Malmö.
År 2011 presenterade Moderna museet Malmö en större soloutställning av Andersson med titeln From Lucy With Love. Senare samma år visade Palais de Tokyo en solopresentation av verket From Lucy With Love. Andra solututställningar inkluderar Three Steps to Rockefeller på Fondazione Brodbeck, Catania (2009), I Did It Just the Same, Galerie Nordenhake, Stockholm (2008), Cristina Guerra Contemporary Art (2008), och 9 was 6 if, Studio A, Otterndorf (2005). 
Andersson finns representerad i Galerie Nordenhake, Berlin och Stockholm.